# Monte Porzio
Monte Porzio (Mònt Pòrzi in dialetto gallo-piceno) è un comune italiano di 2 858 abitanti della provincia di Pesaro e Urbino nelle Marche.

## Geografia fisica

### Territorio
Centro agricolo e industriale del pesarese situato con forma allungata sui rilievi collinari del versante sinistro della bassa Val Cesano che corre nel fondovalle. 
Castelvecchio, frazione, il cui nucleo più antico è ancora circondato da mura, sorge in analoga posizione a nord-est.
Monte Porzio ha due exclave comprese nel territorio del comune di Trecastelli (AN).

## Storia
Il territorio del comune di Monte Porzio e Castelvecchio entra nella storia solo con i Galli Senoni, ma è documentato che esso fosse abitato già dagli uomini dell'età della pietra.
Un rinvenimento molto importante, forse il più interessante della vallata, è il grande vaso attico, che in un documento del 1952 si dice: «...riguardante le figurazioni del cratere a colonnette che si conservava nel secolo scorso in casa dei Duchi di Montevecchio a Fano e che si era rinvenuto in un tenimento della stessa famiglia a Monte Porzio dentro un sepolcro, con altre suppellettili (...). Il vaso rappresentante una scena di un guerriero che si arma, ed è il maggior esemplare a figure rosse del Museo d'Ancona e risale alla prima metà del V secolo a.C.».
Ruderi e altri ritrovamenti testimoniano la presenza di un castrum romano di una certa importanza che aveva il nome di Montis Podii.
Rinvenimenti molto importanti riguardano il periodo romano;
- Ascia romana di bronzo rinvenuta presso i ruderi romani nel 1925
- Nel predio Taddei, poco lontano dal moraccio resti di costruzioni in calcestruzzo (1952)
- Nel podere Micci (1878), al confine di Monte Porzio, sono stati trovati moltissimi rottami di tegole di vasi antichi. In un muro simile al Moraccio si rinvenne un sepolcro ricoperto di tegole, con vasi ed un campanello privo di batacchio. In uno scavo praticato dal colono si rinvennero rottami di vasi da cucina, anfore ecc.

Infeudato nel 1428 a Guido, conte di Mirabello e luogotenente di Carlo Malatesta, dagli abati di San Lorenzo in Campo che, pare, ne furono i primi possessori. Nel 1431 la reggenza di Monte Porzio passò, per la sopravvenuta morte del conte Guido, ai Conti di Montevecchio e venne inserito nel Vicariato di Mondavio, di cui segui le vicende sino al 1520, con i domini dei Piccolomini, dei Della Rovere (1474) e di Lorenzo de' Medici (1516). Restituito da papa Leone X a Fano nel 1520 con tutto il Vicariato di Mondavio, ne seguì le sorti sino all'annessione al Regno d'Italia (1860).
Con la famiglia Gabrielli dei conti di Montevecchio, Monte Porzio condivide lo stemma comunale.
Il 24 ottobre 1428 viene fatto un documento di investitura sulle terre su cui si basa mezzo millennio della storia del paese del quale vengono precisati i confini: i quattro lati definiti dal fiume Cesano, il rio di San Michele o Saletto (al confine con Mondavio e Orciano), la Serra ossia lo schienale delle colline da Monte Cucco a San Giovanni (al confine con San Giorgio di Pesaro e San Costanzo), il rio maggiore, lati comprendenti tutto il territorio del comune di Monte Porzio più parte di Monterado.

## Monumenti e luoghi d'interesse

### Architetture civili
La famiglia Gabrielli di Montevecchio fu protagonista della costruzione dell'intero complesso monumentale del centro storico, dominato da una serie di edifici per i vari componenti della stessa famiglia. L'intero edificato, caratterizzato da una struttura omogenea, riprende, in chiave settecentesca, il tema della città ideale del Rinascimento. La città si caratterizza per una sapiente distribuzione degli spazi, per i giochi prospettici e per la compiutezza dell'insieme: il tutto è opera dell'architetto Andrea Vici, allievo del Vanvitelli che non fu forse estraneo al progetto.
- Il palazzo Montevecchio.
- il palazzo Terni, sia stato edificato in sostituzione di un edificio più vecchio. dalle forme più difensive che residenziali. Il palazzo attuale presenta una lunga facciata a due piani con ampie finestre e ricche inferriate, portale sormontato da balcone, grande stemma sulla finestra centrale, ingresso passante, bugnato nella parte inferiore.
- il palazzo Ginevri-Chiocci, con porta centrale sormontata da un consunto stemma in arenaria dei Montevecchio. All'interno anche questo presenta varie stanze decorate che denotano, nonostante il degrado, lo splendore passato.
- il palazzo Flaiani-Palestini, rimarcato da tre portoni d'ingresso. Conserva all'interno varie decorazioni.

Tutti a Montevecchio, costituiscono i più pregevoli esempi di architettura civile privata di Monte Porzio. 
- Il Municipio costituisce invece un pregevole esempio di architettura pubblica della metà del XVII secolo. Un tempo definito "Palazzo del Pubblico ove sta il Vicario", è caratterizzato dalla torre dell'orologio che presenta sulla facciata una lapide dove si leggono i nomi di Pompeo, Federico e Rinaldo, Comites Montis Veteris, con la data 1743.

- Il Castello Barberini, fortezza medievale, si presenta con torri agli angoli ed ornamenti a rilievo sulla parte superiore. Sito nel territorio della frazione Castelvecchio, su un'altura, sulla riva del fiume Cesano. Il Castello si trova a soli 10 Km dal mare a circa 20 minuti da Senigallia.

### Architetture religiose
- La "chiesa dei Signori Conti" (1748), dedicata a Santa Maria Assunta, è a navata unica con all'interno un loggione ligneo, un grande altare dorato contenente una tela della Madonna Assunta in Cielo di Andrea Sacchi (restauro finito nell'agosto 2001) e due altre grandi tele alle pareti attribuite al fanese Ceccarini. Una tela di grandi dimensioni è collocata anche sul soffitto. Curiose le due gelosie in legno sulla parete a destra dell'altare maggiore.
- la chiesetta della Pietà, sita nel centro storico, vicino al numero civico 53 di via Mazzini, un tempo isolata, come dimostra una carta del Settecento.
- la chiesa parrocchiale di San Michele Arcangelo, che si trova appena fuori dal centro storico, si venera almeno dal 1588 un antico crocifisso ligneo, ma nulla si sa sull'origine di questa devozione.

## Società

### Evoluzione demografica
Abitanti censiti

### Etnie e minoranze straniere
Secondo i dati ISTAT al 1º gennaio 2021 la popolazione straniera residente era di 336 persone e rappresentava il 12% della popolazione residente. Invece le comunità straniere più numerose (con percentuale sul totale della popolazione straniera) erano:
1. Cina, 102 (30,36%)
2. Senegal, 44 (13,10%)
3. Albania, 30 (8,93%)
4. Marocco, 30 (8,93%)
5. Romania, 29 (8,63%)
6. Nigeria, 20 (5,95%)
7. Pakistan, 12 (3,57%)
8. Ucraina, 11 (3,27%)

## Economia
Fiorenti sono la frutticoltura, la viticoltura. Consistente la produzione di frumento e foraggi (allevamento del bestiame). Vi sono vari mobilifici. In crescita il turismo.

### I forbiciai
Nell'Ottocento era florida l'industria artigianale delle forbici. Corre tuttora il detto «Forbiciai di Monte Porzio e balsamo di Cantiano».
Decine di famiglie vivevano con questa industria, forse la metà della popolazione del paese. I falegnami ed i muratori dovevano cercare gli operai forestieri, perché gran parte della mano d'opera era mobilitata dai forbiciai. Tale attività non poté resistere alla concorrenza delle macchine.
Ne era il ricordo la «via dei forbiciai» (detta ancora costa del pozzo), che ora si chiama «via Ermanno Pinzani», dall'illustre rettore magnifico dell'Università di Pisa.

## Amministrazione
| Periodo        | Periodo        | Primo cittadino                                                      | Partito                               | Carica                              | Note  |
| -------------- | -------------- | -------------------------------------------------------------------- | ------------------------------------- | ----------------------------------- | ----- |
| 1861           | 1867           | Odoardo Montanari                                                    |                                       | Sindaco                             |       |
| 1868           | 1869           | Girolamo Fabbri                                                      |                                       | Sindaco                             |       |
| 1870           | 1873           | Annibale Pinzani                                                     |                                       | Sindaco                             |       |
| 1874           | 1877           | marchese avv. Orazio Latoni                                          |                                       | Sindaco                             |       |
| 1878           | 1881           | Gioacchino Pinzani, Tommaso Polverari, conte Astorre di Montevecchio |                                       | Facenti funzioni sindaco            |       |
| 1882           | 1889           | conte Astorre di Montevecchio duca Benedetti                         |                                       | Sindaco                             |       |
| 1889           | 1890           | Giacchino Pinzani                                                    |                                       | Sindaco                             |       |
| 1890           | 1902           | Annibale Pinzani                                                     |                                       | Sindaco                             |       |
| 1902           | 1909           | Domenico Patrignani                                                  |                                       | Sindaco                             |       |
| 1910           | 1919           | Lino Morici                                                          |                                       | Sindaco                             |       |
| 1919           | 1920           | Francesco Barbaresi                                                  |                                       | Sindaco                             |       |
| 1921           | 1925           | Cesare Canuti                                                        |                                       | Sindaco                             |       |
| 1925           | 1926           | dott. Giovanni Pompei                                                |                                       | Commissario prefettizio             |       |
| 1926           | 1926           | Cesare Canuti                                                        |                                       | Podestà                             |       |
| 1926           | 1927           | gen. Emilio Valentini                                                |                                       | Commissario prefettizio             |       |
| 1927           | 1928           | Gualfredo di Montevecchio                                            |                                       | Podestà                             |       |
| 1929           | 1929           | Cesare Canuti                                                        |                                       | Podestà                             |       |
| 1930           | 1937           | Alfeo Cerioli                                                        |                                       | Podestà                             |       |
| 1937           | 1944           | Umberto De Marchi                                                    |                                       | Commissario prefettizio poi Podestà |       |
| 1944           | 1944           | Raffaele Ragnetti                                                    |                                       | Commissario prefettizio poi Sindaco |       |
| 1944           | 1945           | Mario Carloni                                                        |                                       | Sindaco                             |       |
| 1945           | 1946           | Bruno Testaguzza                                                     |                                       | Sindaco                             |       |
| 1946           | 1951           | Bentivoglio Frattini                                                 |                                       | Sindaco                             |       |
| 1951           | 1956           | Vincenzo Mancini                                                     |                                       | Sindaco                             |       |
| 1956           | 1960           | Umberto De Marchi                                                    |                                       | Sindaco                             |       |
| 1960           | 1964           | Edo Tomasetti                                                        |                                       | Sindaco                             |       |
| 1964           | 1970           | Armando Fiscaletti                                                   |                                       | Sindaco                             |       |
| 1970           | 1975           | Luigino Barbaresi                                                    |                                       | Sindaco                             |       |
| 1975           | 1980           | Sandro Capotondi                                                     |                                       | Sindaco                             |       |
| 1980           | 1985           | Giuseppe De Marchi                                                   |                                       | Sindaco                             |       |
| 1985           | 1987           | Armando Fiscaletti                                                   |                                       | Sindaco                             |       |
| 14 aprile 1987 | 26 maggio 1990 | Gualfardo Mancini                                                    | Partito Socialista Italiano           | Sindaco                             | [ 8 ] |
| 26 maggio 1990 | 23 marzo 1993  | Gualfardo Mancini                                                    | Partito Socialista Italiano           | Sindaco                             | [ 8 ] |
| 16 maggio 1993 | 24 aprile 1995 | Tito Santini                                                         | Partito Democratico della Sinistra    | Sindaco                             | [ 8 ] |
| 24 aprile 1995 | 14 giugno 1999 | Gualfardo Mancini                                                    | Centro                                | Sindaco                             | [ 8 ] |
| 14 giugno 1999 | 13 giugno 2004 | Sandro Capotondi                                                     | Centro-sinistra                       | Sindaco                             | [ 8 ] |
| 13 giugno 2004 | 8 giugno 2009  | Attilio Patrignani                                                   | Lista civica                          | Sindaco                             | [ 8 ] |
| 8 giugno 2009  | 26 maggio 2014 | Attilio Patrignani                                                   | Il comune per tutti                   | Sindaco                             | [ 8 ] |
| 26 maggio 2014 | 27 maggio 2019 | Giovanni Breccia                                                     | Il comune per tutti                   | Sindaco                             | [ 8 ] |
| 27 maggio 2019 | 10 giugno 2024 | Giovanni Breccia                                                     | Per crescere insieme                  | Sindaco                             | [ 8 ] |
| 10 giugno 2024 | in carica      | Marco Moscatelli                                                     | Insieme per il futuro (centro-destra) | Sindaco                             | [ 8 ] |

## Sport

### Calcio a 11
A Monte Porzio ci sono due squadre di calcio, il Monte Porzio che milita in Seconda Categoria e la Virtus Castelvecchio che disputa invece la Terza Categoria.
L'impianto comunale è il Centro Sportivo Olimpia.

### Pallavolo
A Monte Porzio c'è la società U.A.U. Alex Zanardi che vanta di una squadra in Prima Categoria, seguita dalle varie giovanili e minivolley, interessandosi così anche dei più piccoli.